# 王乙竹
王乙竹（1973年7月5日—），出生于贵州省贵阳市，中国内地女演员，毕业于中央戏剧学院表演系。代表作品《和平年代》、《不回家的男人》、《兵心依旧》、《侦察记》、《守望的天空》等。

## 生平
1991年入伍广东省武警总队文工团。1999年调入北京武警总部文工团，于2001年正式转业。1995年，签约白天鹅音像，发行个人专辑《阿弥陀佛我的爱》。1999年毕业于中央戏剧学院表演系。2008年，在电视剧《兵心依旧》中饰演冯笑冰。
2012年，参演电视剧《守望的天空》。
2022年，参演电视剧《不期而至》。